# Linha Tronco Oeste (Companhia Paulista de Estradas de Ferro)
A Linha Tronco Oeste (Itirapina-Panorama) da Companhia Paulista de Estradas de Ferro liga Itirapina à cidade de Panorama em um total de 64 estações, distribuídas originalmente por 709 km de extensão. Desde 1976, com a retificação do trecho entre Bauru e Garça passou a ter 680, 6 km de extensão.

## História

### Antecedentes
- Ramal de Jaú
- Ramal de Agudos
- Ramal de Bauru

### A retificação dos ramais-criação do Tronco Oeste
A linha tronco oeste foi constituída em 1941, após a retificação dos ramais de Jaú, de Agudos e de Bauru. As obras da ampliação foram concluídas em 1962 quando a ferrovia chegou até Panorama, cidade às margens do Rio Paraná. Entre 1941 e 1954 a linha foi eletrificada entre Itirapina e Cabrália Paulista. Em 1968 foi iniciada a construção da Variante Bauru - Garça (inaugurada pela Fepasa em 1976), que retificou o trecho entre essas cidades,sendo a eletrificação reduzida até Bauru. Em 1971 a Fepasa assumiu a operação da linha até 1998, quando foi extinta, sendo o transporte de cargas concedido à Ferroban, que extinguiu o transporte de passageiros em 15 de março de 2001. Em 2002 foi fundida com a Ferronorte S/A (Ferronorte) e a Ferrovia Novoeste S/A
, formando o Grupo Brasil Ferrovias S/A. Em 2006 seria incorporada á América Latina Logística. Em 2015, foi absorvida pela Rumo Logística, braço logístico da Cosan. 

## Tabelas
| Linha        | Terminais            | Comprimento (km) | Estações | Observações                                                                       |
| ------------ | -------------------- | ---------------- | -------- | --------------------------------------------------------------------------------- |
| Tronco Oeste | Itirapina ↔ Panorama | 709              | 54       | Em 1976 a Fepasa retificou o trecho entre Bauru e Garça, na serra das Esmeraldas. |

## Eletrificação
| Trecho eletrificado .     | Data                   | Comprimento (km) | Tipo de poste |
| ------------------------- | ---------------------- | ---------------- | ------------- |
| Itirapina - Jaú           | 15 de novembro de 1941 | 101,4            | aço           |
| Jaú - Bauru               | 23 de junho de 1948    | 67,0             | aço           |
| Bauru - Cabrália Paulista | 17 de maio de 1954     | 41,3             | eucalipto     |

| Trecho suprimido          | Data              | Comprimento (km)             |
| ------------------------- | ----------------- | ---------------------------- |
| Bauru - Cabrália Paulista | 1 de maio de 1976 | 41,2 (linha tronco Original) |